# Spider-Man and Venom: Maximum Carnage
Spider-Man and Venom: Maximum Carnage é um jogo de luta de rolagem lateral para o Super Nintendo Entertainment System e Mega Drive/Genesis, protagonizado pelos personagens Homem-Aranha e Venom, da Marvel Comics. Desenvolvido pela Software Creations e publicado pela Acclaim Entertainment e a sua subsidiária LJN em 1994. O jogo, baseado no arco de mesmo nome, apresentando vários heróis, incluindo Homem-Aranha e Venom, e seus aliados do universo fictício da Marvel Comics, como o Capitão América, Gata Negra, Punho de Ferro, Manto e Adaga, Deathlok, Dr. Michael Morbius e Firestar, todos unindo-se para lutar contra um ataque de vilões liderado por Cletus Kasady / Carnificina, incluindo Frances Barrison / Shriek, Spider-Doppelganger, Gabriel Stacy / Demogoblin e Carrion. Uma sequência foi lançada em 1995, intitulada Venom/Spider-Man: Separation Anxiety, que dá continuidade a história do primeiro jogo.

## Trama
Após Eddie Brock, companheiro de cela de Cletus Kasady, se reencontrar com o simbionte Venom na cadeia, Eddie promete que não usará mais o simbionte para o mal. Ao ser questionado por Peter Parker / Homem-Aranha sobre se o que Eddie disse é verdade, Brock diz que ainda está pensando no caso, irritando Homem-Aranha e assim uma briga começa, sendo interrompida quando Carnificina aparece, Cletus conseguiu o simbionte a partir de uma amostra deixada por Venom em sua cela. Brock / Venom e Homem-Aranha, desesperados para parar Kasady / Carnificina, tentam ataca-lo, mas perdem. Homem-Aranha e Venom então formam uma aliança para acabar com Cletus / Carnificina. Na cidade, Carnificina recruta Frances Barrison / Shriek, Gabriel Stacy / Duende Cinza e Spider-Doppelganger, uma versão de seis braços do Homem-Aranha, e Carrion, um clone do vilão Chacal. Homem-Aranha e Venom encontram Carnificina e sua gangue de vilões, tanto Peter e Brock saem quase mortos. O que levam a criar uma resistência contra Cletus Kasady / Carnificina, contando com a ajuda de heróis já vistos no jogo, como Danny Rand / Punho de Ferro, Steve Rogers / Capitão América e Felicia Hardy / Gata Negra. Os heróis entram em conflito contra Carnificina e seus aliados, que perdem após uma grande batalha. No final, Carnificina se esconde nos esgotos, enquanto Homem-Aranha agradece Eddie Brock / Venom pela ajuda.

## Recepção
O jogo recebeu avaliações "mistas ou médias" e "geralmente favoráveis". Os revisores da Electronic Gaming Monthly deram à versão SNES uma nota unânime de 5 de 10, comentando que as aparições de outros super-heróis são "legais", mas superadas pelos gráficos "desleixados" e controle medíocre.  A versão SNES também recebeu 3,45/5 da Nintendo Power.  Analisando a versão de Genesis, a GamePro comentou que "todos os gráficos, recursos e ação de luta são idênticos na versão Genesis, infelizmente, assim como as desvantagens que tornaram este apenas um jogo SNES mediano". Eles elaboraram que o jogo controla bem, mas é excessivamente longo e repetitivo devido à seleção limitada de movimentos do personagem do jogador, à falta de objetos para interagir, à baixa variedade de inimigos e à aparência semelhante de todos os cenários.